# La gran matança sioux
La gran matança sioux (títol original en anglès, The Great Sioux Massacre) és una pel·lícula bèl·lica de western de 1965 dirigida per Sidney Salkow en CinemaScope utilitzant extenses seqüències d'acció de la pel·lícula Sitting Bull (1954) de Salkow. És protagonitzada per Joseph Cotten, Darren McGavin i Philip Carey.
En una forma fictícia, mostra la caiguda de George Armstrong Custer, que passa de defensar els indis contra el govern a convertir-se en un bel·licista incompetent, presenta els indis com a víctimes i relata els fets previs a la batalla de Little Bighorn i la seva última resistència. Es va doblar al català per TV3 el 1994.